# ¡Agente Binky al rescate!
Agent Binky: Pets of the Universe (título en español: Agente Binky al rescate) es una serie de televisión canadiense animada por computadora de Nelvana. Basada en la serie de novelas gráficas Kids Can Press de Ashley Spires, la serie se estrenó en Treehouse TV en Canadá el 7 de septiembre de 2019.

## Argumento
La serie sigue las aventuras de Binky, un gato que es un agente espacial y que tiene la misión de proteger a su familia humana de cualquier amenaza interestelar, con la ayuda de cuatro mascotas en la agencia M.U.L.V.E, las Mascotas del Universo Listas para Viajar por el Espacio (traducción de PURST -Pets of the Universe Ready for Space Travel-, en inglés).

## Personajes
- Binky (con la voz de Jesse Camacho): Un gato blanco y negro y líder de los agentes MULVE. Tiene un ratón de juguete morado llamado "Ted" y un suéter morado llamado "Fuzzy Wuzzy".
- Gordon (con la voz de Paul Braunstein en la temporada 1; David Menkin en la temporada 2-3): Un perro que vive con Binky y su familia. Le gusta inventar cosas.
- Capitán Gracie (con la voz de Aurora Browne): Una gata marrón grisácea que vive al lado de sus compañeros de equipo.
- Nola (con la voz de Melody A. Johnson): Una tortuga a la que le encantan las conchas marinas.
- Loo (con la voz de Boyd Banks): Un pez dorado que es bastante gruñón.
- Sargento Fluffy Vandermere (con la voz de Dan Chameroy): Un gato persa que es el jefe y líder de MULVE
- Big Human (con la voz de Katie Griffin) Es la madre de Small Human.
- Small Human (con la voz de Tyler James Nathan en la temporada 1; Jacob Soley en la temporada 2) Es el hijo de Big Human.
- Chirpy McChirp: Es un periquito villano malvado que fue rescatado por Small Human en Who's the WURST y se muestra incapaz de integrar las filas de los protectores y atrapa al equipo fuera de la estación para tomar posesión de todos los artilugios de Gordon
- Amelia (con la voz de Julie Lemieux): Un murciélago que apareció por primera vez en The Room of Many Boxes.
- Mini Human (con la voz de Isabella Leo): La hija de Tall Human.
- Tall Human (con la voz de Jonathan Tan): El papá de Mini Human.
- Darrell (con la voz de Zachary Bennett): Un hámster que es el hijo de Fluffy.
- New Backup Human: La niñera de los agentes que sustituyó a Backup Human en " Adventures in Pet-Sitting ".
- Gobble (con la voz de Richard Binsley ): un robot que Gordon inventó en " Gobble's Gotta Go ".
- La voces adicionales son: Taylor Abrahamse, David Berni, Neil Crone, Stacey DePass, Dwayne Hill, Rebecca Husain, Nissae Isen, Tajja Isen, Bryn McAuley, Scott McCord, Terry McGurrin (también supervisor de la historia), Annick Obonsawin, Grant Palmer, Dan Petronijevic, Cara Pifko, Jacqueline Pillon, Joe Pingue, Erin Pitt, Andrew Sabiston, Robert Tinkler, Breanna Yde y Drew Adkins .

### Doblaje
| Personaje                  | Actor original  | Actor de doblaje (Latinoamérica) |
| -------------------------- | --------------- | -------------------------------- |
| Binky                      | Jesse Camacho   | Rodrigo Saavedra                 |
| Binky                      | Jesse Camacho   | Brian Ramírez (2ª voz)           |
| Gordon                     | Paul Braunstein | Carlos Carvajal                  |
| Gordon                     | David Menkin    | Carlos Carvajal                  |
| Loo/Lu                     | Boyd Banks      | Enzo Miranda                     |
| Nola                       | Melody Johnson  | Carolina Cortés                  |
| Capitana Gracie            | Aurora Browne   | Marlene Pérez                    |
| Humano pequeño/Small Human | Tyler Nathan    | Consuelo Pizarro                 |
| Humano pequeño/Small Human | Jacob Soley     | Consuelo Pizarro                 |
| Humana grande/Big Human    | Katie Griffin   | Dianela Campos                   |
| Pio McPio/Chirpy Mc Chirp  | ??              | Felipe Waldhorn                  |

Ficha técnica
- Estudio de doblaje: DINT Doblajes Internacionales
- Ingeniero de grabación: Pablo Sutter

## Producción
El 19 de septiembre de 2018, se anunció que Nelvana adaptaría la serie de novelas gráficas de Kids Can Press "Binky the Space Cat" de Ashley Spires en una serie de televisión animada titulada "PURST Agent Binky". 
Agent Binky: Pets of the Universe fue recogida para 52 episodios de 11 minutos (a menudo transmitidos como 26 de 22 minutos de duración) y se programó para ser lanzado en 2019. En febrero siguiente, se reveló que la serie fue rebautizada como Agent Binky: Pets of the Universe, convirtiéndola en una de las primeras producidas por Redknot, un joint-venture entre Nelvana y Warner Bros. Discovery (en ese momento, Discovery Communications) para producir contenido para Canadá, América Latina y el resto del mundo.
El 7 de enero de 2021, Agent Binky: Pets of the Universe se renovó para una segunda temporada de otros 52 episodios de 11 minutos. La segunda temporada se estrenó en 2022. 

## Emisión
Agent Binky: Pets of the Universe se estrenó en Treehouse TV en Canadá el 7 de septiembre de 2019 y más tarde ese año en los EE. UU. en High-Tech Kids Channel.
El programa también se transmite por Discovery Kids en América Latina, TF1 en Francia y Boomerang en toda Europa. En Singapur, debutó en Channel 5 el 15 de junio de 2020. En el Reino Unido, debutó en Tiny Pop el 21 de junio de 2021.
En el Canadá francés, el programa se estrenó en ICI Radio-Canada Télé el 19 de septiembre de 2020.